# Hiroe Nakai
Pour les articles homonymes, voir Nakai.
Hiroe Nakai (中井広恵) est une joueuse professionnelle japonaise de shogi née le 24 juin 1969 à Wakkanai. 
Elle est la première femme à avoir battu un joueur professionnel de shogi dans une partie officielle. Elle fut une des deux meilleures joueuses de shogi des années 1990 avec Ichiyo Shimizu.

## Palmarès
| Titre                     | Victoires                                     | Nombre de victoires | Finales perdues                                   |
| ------------------------- | --------------------------------------------- | ------------------- | ------------------------------------------------- |
| Meijin féminin (ja)       | 1985-1986, 1988, 1991 – 1993, 1999, 2001-2002 | 9                   | 1987, 1989, 1994 – 1997, 2000, 2003, 2008         |
| Ōshō féminin (ja)         | 1995, 2002 – 2004                             | 4                   | 1982, 1984-1985, 1987-1988, 1996, 2001, 2005-2006 |
| Ōi féminin (ja)           | 1990 – 1992                                   | 3                   | 1993-1994, 2001, 2003, 2005                       |
| Coupe Kurashiki Tōka (ja) | 2001 – 2003                                   | 3                   | 1997, 2004, 2020                                  |

En 2013, de passage au championnat d'Europe de shogi, elle remporta le tournoi de blitz.